# Verticordiidae
Famille
Les Verticordiidae sont une famille de mollusques bivalves marins de l'ordre des Pholadomyoida.

## Liste des genres
Selon World Register of Marine Species (10 décembre 2018) :
- genre Halicardia Dall, 1895
- genre Haliris Dall, 1886
- genre Kurinuia Marwick, 1942 †
- genre Laevicordia Seguenza, 1876
- genre Pecchiolia Savi & Meneghini, 1850 †
- genre Simplicicordia Kuroda & Habe in Kuroda, Habe & Oyama, 1971
- genre Spinosipella Iredale, 1930
- genre Trigonulina d'Orbigny, 1853
- genre Vertambitus Iredale, 1930
- genre Verticordia J. de C. Sowerby, 1844
- genre Vertisphaera Iredale, 1930